# Tate Township (Ohio)
Tate Township ist eines von 14 Townships des Clermont Countys im amerikanischen US-Bundesstaat Ohio. Nach der Volkszählung im Jahr 2000 waren hier 8935 Einwohner registriert.

## Geografie
Tate Township liegt im Südosten des Clermont Countys im Südwesten von Ohio, ist im Süden etwa 10 km vom Ohio River entfernt und grenzt im Uhrzeigersinn an die Townships: Williamsburg Township, Pike Township im Brown County, Clark Township (Brown County), Lewis Township (Brown County), Franklin Township, Washington Township, Monroe Township und Batavia Township.

## Verwaltung
Das Township wird durch ein Board of Trustees, bestehend aus drei gewählten Mitgliedern, verwaltet. Zwei Personen werden jeweils im Jahr nach der Präsidentschaftswahl gewählt und eine jeweils im Jahr davor. Die Amtszeit dauert in der Regel vier Jahre und beginnt jeweils am 1. Januar. Daneben gibt es noch einen Township Clerk (zuständig für Finanzen und Budget), der ebenfalls im Jahr vor der Präsidentschaftswahl auf eine vierjährige Amtszeit gewählt wird. Dessen Amtszeit beginnt jeweils am 1. April.